# Petit Menhir
Le Petit Menhir (en anglais : Little Menhir) est un mégalithe datant du Néolithique situé sur l'île Anglo-Normande de Jersey.

## Situation
Il est situé au lieu-dit « Les Blanches Banques », à proximité du village de La Pulente, dans la paroisse de Saint-Brélade.

## Description
Le menhir, en granite, est en partie enfoui sous terre. Il a une hauteur totale d'environ 2,30 m ; la portion visible mesure 1,70 m.

## Histoire
Découvert enterré dans la lande, il fut redressé en 1921. Des fouilles archéologiques ont mis au jour des fragments de poterie et les restes d'une meule à grains, d'une enclume, et d'un grattoir en silex.